# TV Halle

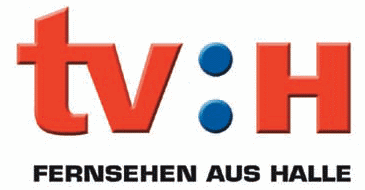
Altes Logo

TV Halle war ein privater Regionalfernsehsender aus Halle (Saale) in Sachsen-Anhalt. Neben den täglichen Hauptsendungen TV Halle aktuell und hallo Halle! bzw. TV Halle Sommertour wurden viele Formatsendungen, wie z. B. SportHalle mit dem regionalen Sportgeschehen, und verschiedene Unterhaltungssendungen und Service-Formate, wie z. B. Auf Euro und Cent, Blickpunkt Arbeit oder Gesund in Halle, produziert. Der Sender wurde zuletzt von der TV Halle Fernsehgesellschaft mbH betrieben, an der die Mediengruppe Mitteldeutsche Zeitung mit 74,8 Prozent beteiligt ist und der Geschäftsführer des Senders Ralf Schietrumpf mit 25,2 Prozent.
Zuständige Medienanstalt ist die Medienanstalt Sachsen-Anhalt.

## Empfang
Zur Zeit können rund 700.000 Menschen in Halle, Leuna, Bad Dürrenberg, Salzmünde, Merseburg und weiteren Teilen des Saalekreises sowie den umliegenden Landkreisen den Sender technisch empfangen. TV Halle wird u. a. digital in die Kabelnetze von Pÿur, S+K, Vodafone Kabel Deutschland, sowie Muth und Antec eingespeist. Zusätzlich verbreitet wird das Signal seit dem 21. Oktober 2009 auch via DVB-T und als Livestream auf dem Medienportal Sachsen-Anhalt.
Es ist der erste derart empfangbare Privatsender in Sachsen-Anhalt und nach Leipzig das zweite lokale DVB-T-Netz in Mitteldeutschland. Zur Verbreitung wurde auf dem Halle-Tower in der Magdeburger Straße in Halle eine vier Meter hohe Antenne installiert.
Im Rahmen eines Pilotprojektes war TV Halle auch via DMB als Handy-TV in Sachsen-Anhalt zu empfangen.
TV Halle wechselte am 28. März 2017 den DVB-T-Kanal von 55 auf 40. Seit dem 21. Dezember 2017 wird der Sender auch in HD-Auflösung in die wichtigsten Kabelnetze in Halle eingespeist, im April 2018 folgten weitere Kabelnetze. 

## Geschichte
Schon Mitte der 1990er Jahre sollte ein lokaler TV-Sender in der Saalestadt etabliert werden. Die damalige Ausschreibung gewann der Berliner Fernsehsender FAB, der einen regionalen Ableger seines Programms in Halle aufbauen wollte. Das Projekt scheiterte aber unter anderem auf Grund von Rechtsstreitigkeiten über Sendelizenzen der unterlegenen
RTL-Gruppe.
Am 5. April 1998 wurde der Sendebetrieb begonnen.
TV Halle erntete Kritik, als beim Hochwasser 2013 nur eine aufgezeichnete Sondersendung gesendet wurde, die immer wiederholt wurde, weil eine Livesendung zu diesem Zeitpunkt nicht möglich war.
Die eigenproduzierten Nachrichten und Magazine wurden bisher vor einem Bluescreen moderiert und der Hintergrund, das virtuelle Set, über die Regie mit Computern eingefügt. Seit dem 26. September 2016 wird hallo Halle! aus einer realen Kulisse produziert. Das Studio und die Regie wurden während der Sommertour 2016 dafür umgebaut. Die Moderatoren moderieren nun mithilfe eines Teleprompters und können sich im Studio frei bewegen, auch Gesprächsrunden wären möglich.

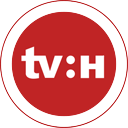
Einfache Variante des TV-Halle-Logos

Am 15. Januar 2020 gab die DuMont Mediengruppe den Verkauf der Mediengruppe Mitteldeutsche Zeitung an die Bauer Media Group bekannt. Zum 1. August 2022 endete die Ausstrahlung im linearen Bereich komplett. Nachdem anfangs unter der offiziellen Website eine Mediathek verfügbar war, leitet diese heute auf Videos der Mitteldeutschen Zeitung weiter.

## Programm
In der Woche wurde ab 18 Uhr ein Magazin (hallo Halle! oder Sommertour) ausgestrahlt, darin integriert waren die Nachrichten (TV Halle aktuell). Im Anschluss folgte der MZ-Ticker, in dem die Schlagzeilen der Mitteldeutschen Zeitung des nächsten Tages präsentiert werden. Danach gab es eine andere Sendung, die entweder von TV Halle selbst oder einem Drittanbieter produziert wurde (Beispiel: Kuno’s Musikmagazin). Dann wurden bis zur nächsten vollen Stunde Werbetafeln ausgestrahlt.
Am Wochenende gab es vom jeweiligen Magazin einen Wochenrückblick. Dieser dauerte etwas länger als die Sendung unter der Woche, weil die meisten Themen wiederholt wurden. Danach wurden andere Sendungen wiederholt. Hier war der Rhythmus immer anders, da die meisten Sendungen am Wochenende länger dauern.
Sendungen
- TV Halle aktuell (Nachrichten in hallo Halle! bzw. Sommertour)
- hallo Halle! (Stadtmagazin, Mo–Fr)
- hallo Halle! – vor Ort (Stadtmagazin, Moderation außerhalb des Studios)
- hallo Sommer! (ehem. „Sommertour“; Stadtmagazin, Moderation im Stadtgebiet, jeden Sommer)
- Silberlinge – Das Magazin  (Stadtteil-Magazin)
- MZ-Ticker  (Schlagzeilen der Mitteldeutschen Zeitung des nächsten Tages)

## Moderatoren

### Aktuelle Moderatoren
| Moderator            | Einstieg  | Sendungen                                              |
| -------------------- | --------- | ------------------------------------------------------ |
| Christian Kadlubietz | unbekannt | hallo Halle!, Sommertour und Silberlinge – Das Magazin |
| Torsten Grundmann    | 2001      | der Studiotalk, SportHalle                             |

### Ehemalige Moderatoren
| Moderator                     | Einstieg                        | Sendung                                          |
| ----------------------------- | ------------------------------- | ------------------------------------------------ |
| Sandra Mieske                 | 5. April 1998 (seit Sendestart) | hallo Halle! und Sommertour                      |
| Ute Tietz                     | unbekannt                       | hallo Halle!, Sommertour und Auf Euro und Cent   |
| Ralf Valencia (ehem. Scheibe) | 2003–2007 und 2014–2021         | hallo Halle! und Sommertour                      |
| Sandra Rada                   | unbekannt                       | Gesund in Halle und Auf Euro und Cent            |
| Ulrike Wölfel                 | 2017–2023                       | hallo Halle!                                     |
| Susanne Langhanns             | unbekannt – 2003                | hallo Halle!                                     |
| Sven Stephan                  | unbekannt – 2002                | hallo Halle, Sommertour und viele andere Formate |
| Jürgen W. Schmidt             | unbekannt – 2005                | TV Halle Promiküche                              |
| Alexander Frolow              | unbekannt – 2004                | hallo Halle!                                     |